# 1876 في الولايات المتحدة
فيما يلي قوائم الأحداث التي وقعت خلال عام 1876 في الولايات المتحدة.

## أحداث
- 1 يناير – عصر النهضة الأمريكي
- 25 يونيو – معركة لتل بيج هورن
- 17 يونيو – معركة روزباد
- 1 يناير – حرب سيوكس العظمى العام 1876

## سياسة

### تعيين في المنصب
- 13 يناير – صموئيل جوردن كيركوود حاكم أيوا [الإنجليزية]‏.
- 8 مارس – ألفونسو تافت وزير حرب الولايات المتحدة،نائب عام الولايات المتحدة.
- 7 يوليو – لوت م موريل وزير الخزانة الأمريكي.
- 10 يوليو – جيمس جي بلين عضو مجلس الشيوخ الأمريكي.
- 12 يوليو – جيمس نوبل تاينر مدير مكتب البريد العام في الولايات المتحدة [الإنجليزية]‏.
- 1 أغسطس – جون لونغ روث Governor of Colorado [الإنجليزية]‏.
- 1 ديسمبر – ريتشارد بينيت هوبارد حاكم ولاية تكساس.

### انتهاء فترة المنصب
- 1 يناير – بي تي بارنوم عمدة بريدجبورت، كونيتيكت, كونيتيكت [الإنجليزية]‏.
- 10 يناير – ويليام آلن حاكم ولاية أوهايو  [لغات أخرى]‏.
- 2 مارس – ويليام وورث بيلناب وزير حرب الولايات المتحدة.
- 22 مايو – ألفونسو تافت وزير حرب الولايات المتحدة.
- 20 يونيو – بنيامين بريستو وزير الخزانة الأمريكي.
- 31 ديسمبر – صامويل تيلدن حاكم نيويورك [الإنجليزية]‏.

## مواليد

### يناير
- 12 يناير – جاك لندن
- 15 يناير – أليس روه
- 18 يناير – آرثر سكوت كينغ
- 24 يناير – كاري نيلي لاعبة كرة مضرب من الولايات المتحدة.

### فبراير
- 16 فبراير – ماك سوين ممثل من الولايات المتحدة الأمريكية.

### مارس
- 5 مارس – إليزابيث مور لاعبة كرة مضرب من الولايات المتحدة.
- 16 مارس – تشارلز هالتون
- 18 مارس – فرانك دارين ممثل من الولايات المتحدة الأمريكية.
- 30 مارس – كليفورد وتنجام بيرز عالم نفس أمريكي.

### مايو
- 16 مايو – جيمس إدوارد ويست
- 19 مايو – وليام كينغ غريغوري

### يونيو
- 19 يونيو – جون تي ديلون ممثل من الولايات المتحدة الأمريكية.
- 25 يونيو – جراس بنهام

### يوليو
- 4 يوليو – وليام فارنوم ممثل أمريكي.
- 7 يوليو – بين ويلسون
- 24 يوليو – جين ويبستر روائية أمريكية.

### أغسطس
- 29 أغسطس – تشارلز كترنج

### سبتمبر
- 13 سبتمبر – شيروود أندرسون
- 16 سبتمبر – مارفن هارت ملاكم من الولايات المتحدة الأمريكية.
- 16 سبتمبر – ماكس اوتو لورنز عالم اقتصاد أمريكي.

### أكتوبر
- 15 أكتوبر – إلمر درو ميريل عالم نبات أمريكي.
- 23 أكتوبر – جورج ألفرد كارلسون سياسي أمريكي.
- 28 أكتوبر – روزالي سلوتر مورتون طبيبة وجراحة أمريكية.
- 31 أكتوبر – نتالي كليفورد بارني

### نوفمبر
- 17 نوفمبر – كلارنس ويلسون ممثل أمريكي.
- 26 نوفمبر – ويليس كارير
- 27 نوفمبر – جوزيف وير لاعب كرة مضرب أمريكي.
- 29 نوفمبر – جوزيف ديفيز دبلوماسي أمريكي.
- 29 نوفمبر – نيللي تايلي روس سياسية أمريكية.

### ديسمبر
- 12 ديسمبر – ألفين كرانزلاين
- 16 ديسمبر – هاري دونكينسون ممثل من الولايات المتحدة الأمريكية.
- 23 ديسمبر – ادوين تي ميريديث سياسي أمريكي.

## وفيات

### يناير
- 15 يناير – إليزا جونسون (مواليد 1810) سياسية أمريكية.
- 22 يناير – فرانسيس توماس (مواليد 1799) سياسي أمريكي.

### فبراير
- 10 فبراير – رافردي جونسون (مواليد 1796) سياسي أمريكي.
- 14 فبراير – أندريس بيكو (مواليد 1810) سياسي أمريكي.
- 24 فبراير – جوزيف جنكينز روبرتس (مواليد 1809) سياسي أمريكي.

### مايو
- 26 مايو – ألكسندر رينولدز (مواليد 1816)

### يونيو
- 25 يونيو – جورج أرمسترونغ كاستر (مواليد 1839) ضابط من الولايات المتحدة الأمريكية.

### أغسطس
- 2 أغسطس – وايلد بيل هيكوك (مواليد 1837)

### سبتمبر
- 27 سبتمبر – براكستون براج (مواليد 1817)

### نوفمبر
- 19 نوفمبر – ويليام ماكلاي (مواليد 1799) سياسي أمريكي.